# Campionato cinese di football americano
Il campionato cinese di football americano è una competizione che riunisce l'élite dei club cinesi di football americano dal 2013. L'organizzatore del campionato e delle squadre nazionali è la Federazione Cinese di Football Americano.
Questa competizione si disputa con una stagione regolare con girone all'italiana, seguita dai play-off con una finale.

## Formato
Il campionato attuale si disputa in categoria unica (CNFL). Nel 2021 la CNFL ha organizzato anche un "Torneo di Primavvera".
Il gioco si svolge con le regole della CNFL che si basano sul regolamento della NCAA.
Esistono poi altri tornei: la Chinese Arena Football League (CAFL), disputata nel 2016 e nel 2019, la City Bowl League (disputata fra i 2015 e il 2019), la Z League, il South (o Southern) China Bowl e la North South Football League.
Il torneo universitario è stato organizzato fino al 2018 dalla Chinese University American Football League (CUAFL), successivamente dalla Chinese University Football League (CUFL).

## Stagione 2020
| China National Football League - Beijing Barbarians - Chengdu Pandaman - Foshan Tigers - Guangzhou Apaches - Hangzhou Smilodons - Qingdao Conquerors - Shanghai Street Cats - Shanghai Titans - Shenyang King Kong - Zhengzhou Steamer |

## Finali

### American Football League of China/China National Football League
| Data                   | Finale      | Vincitore           | Punteggio | Finalista           |
| ---------------------- | ----------- | ------------------- | --------- | ------------------- |
| 2013 (12 gennaio 2014) | Finale I    | Chongqing Dockers   | 24-16     | Shanghai Warriors   |
| 2014 (14 dicembre)     | Finale II   | Shanghai Nighthawks | 28-26     | Shanghai Titans     |
| 2015 (16 gennaio 2016) | Finale III  | Shanghai Warriors   | 37-30     | Shanghai Nighthawks |
| 2016 (14 gennaio 2017) | Finale IV   | Shanghai Titans     | 28-6      | Shanghai Nighthawks |
| 2017 (13 gennaio 2018) | Finale V    | Shanghai Warriors   | 30-20     | Shanghai Titans     |
| 2018 (12 gennaio 2019) | Finale VI   | Shanghai Warriors   | 40-34     | Shanghai Titans     |
| 2019 (11 gennaio 2020) | Finale VII  | Wuhan Berserkers    | 36-13     | Shanghai Titans     |
| 2020 (9 gennaio 2021)  | Finale VIII | Hangzhou Smilodons  | 33-24     | Chengdu Pandaman    |

### Torneo di Primavera
| Data                  | Finale   | Vincitore        | Punteggio | Finalista         |
| --------------------- | -------- | ---------------- | --------- | ----------------- |
| 2021 (26 giugno 2021) | Finale I | Chengdu Pandaman | 40-14     | Shenyang Spartans |

### China Arena Football League
| Data                   | Finale          | Vincitore     | Punteggio | Finalista       |
| ---------------------- | --------------- | ------------- | --------- | --------------- |
| 2016 (6 novembre 2016) | Chinese Bowl I  | Beijing Lions | 35-34     | Qingdao Clipper |
| 2019 (8 dicembre 2019) | Chinese Bowl II | Wuhan Gators  | 30-22     | Beijing Lions   |

### City Bowl League
| Data                    | Finale     | Vincitore            | Punteggio            | Finalista            |
| ----------------------- | ---------- | -------------------- | -------------------- | -------------------- |
| 2015                    | Finale I   | Beijing Cyclones     | Vincitori del girone | Vincitori del girone |
| 2016 (17 dicembre 2016) | Finale II  | Beijing Cyclones     | 22-6                 | Chengdu Mustangs     |
| 2017 (9 dicembre 2017)  | Finale III | Shanghai Street Cats | 24-12                | Shenyang Hunters     |
| 2018 (8 dicembre 2018)  | Finale IV  | Shanghai Nighthawks  | 14-6                 | Wuhan Griffins       |
| 2019 (14 dicembre 2019) | Finale V   | Nanchang Gun Cavalry | 34-6                 | Shenyang Hunters     |

### Z League
| Data | Finale   | Vincitore      | Punteggio  | Finalista        |
| ---- | -------- | -------------- | ---------- | ---------------- |
| 2020 | Finale I | Shanghai Storm | 1-0 d.g.s. | Wuhan Berserkers |

### South/Southern China Bowl
| Data                  | Finale     | Vincitore          | Punteggio | Finalista              |
| --------------------- | ---------- | ------------------ | --------- | ---------------------- |
| 2016 (5 giugno 2016)  | Finale I   | Guangzhou Apaches  | 6-0       | Hong Kong Combat Orcas |
| 2017 (24 giugno 2017) | Finale II  | Hong Kong Warhawks | 20-6      | Guangzhou Apaches      |
| 2018 (30 giugno 2018) | Finale III | Hong Kong Warhawks | 19-6      | Guangzhou Apaches      |
| 2019 (29 giugno 2019) | Finale IV  | Hong Kong Warhawks | 42-8      | Guangzhou Apaches      |

### Campionato universitario
| Data                     | Finale     | Vincitore    | Punteggio  | Finalista       |
| ------------------------ | ---------- | ------------ | ---------- | --------------- |
| 2014-15 (14 giugno 2015) | Finale I   | SJTU Lions   | 19-13 o.t. | Tongji Strikers |
| 2015-16 (13 maggio 2016) | Finale II  | SJTU Lions   | 30-15      | SIT Aurora      |
| 2016-17 (29 maggio 2017) | Finale III | SIT Aurora   | 22-6       | SJTU Lions      |
| 2017-18 (13 maggio 2018) | Finale IV  | SIT Aurora   | 28-9       | SUES Sakers     |
| 2018-19 (12 maggio 2019) | Finale V   | SIT Aurora   | 36-8       | SJTU Lions      |
| 2019 (30 dicembre 2019)  | Finale VI  | SuDa Rangers | 22-16      | BUU Lightning   |

## Squadre per numero di campionati vinti
Le tabelle seguenti mostrano le squadre ordinate per numero di campionati vinti nelle diverse leghe.

### American Football League of China/China League of American Football
|   | Squadra             | Anni             |
| - | ------------------- | ---------------- |
| 3 | Shanghai Warriors   | 2015, 2017, 2018 |
| 1 | Hangzhou Smilodons  | 2020             |
| 1 | Wuhan Berserkers    | 2019             |
| 1 | Shanghai Titans     | 2016             |
| 1 | Shanghai Nighthawks | 2014             |
| 1 | Chongqing Dockers   | 2013             |

### Torneo di Primavera
|   | Squadra          | Anni |
| - | ---------------- | ---- |
| 1 | Chengdu Pandaman | 2021 |

### China Arena Football League
|   | Squadra       | Anni |
| - | ------------- | ---- |
| 1 | Wuhan Gators  | 2019 |
| 1 | Beijing Lions | 2016 |

### City Bowl League
|   | Squadra              | Anni       |
| - | -------------------- | ---------- |
| 2 | Beijing Cyclones     | 2015, 2016 |
| 1 | Nanchang Gun Cavalry | 2019       |
| 1 | Shanghai Nighthawks  | 2018       |
| 1 | Shanghai Street Cats | 2017       |

### Z League
|   | Squadra        | Anni |
| - | -------------- | ---- |
| 1 | Shanghai Storm | 2020 |

### South/Southern China Bowl
|   | Squadra            | Anni             |
| - | ------------------ | ---------------- |
| 3 | Hong Kong Warhawks | 2017, 2018, 2019 |
| 1 | Guangzhou Apaches  | 2016             |

### Campionato universitario
|   | Squadra      | Anni                      |
| - | ------------ | ------------------------- |
| 3 | SIT Aurora   | 2016-17, 2017-18, 2018-19 |
| 2 | SJTU Lions   | 2014-15, 2015-16          |
| 1 | SuDa Rangers | 2019                      |